# TSV Turnerbund München
Der TSV Turnerbund München e. V. (kurz: TBM) wurde 1882 in der Au gegründet. Er ist einer der ältesten Sportvereine Münchens und gehört mit knapp 3500 Mitgliedern zu den Großvereinen in München. Aufgrund seines großen und vielfältigen Angebots wird er oft auch als DER Breitensportverein im Münchner Süden bezeichnet. Heute ist er in den Stadtteilen Giesing, Harlaching und in der Au tätig, das Einzugsgebiet der Mitglieder geht aber bis in den Münchener Westen und das Münchener Umland. Der TSV Turnerbund ist darüber hinaus einer der wenigen Sportvereine, der über zwei eigene Vereinshäuser im Allgäu und im Chiemgau sowie über einen Waldspielplatz in Oedenstockach verfügt, welche den Mitgliedern und Abteilungen zur Nutzung zur Verfügung stehen. Sein Sitz ist in der Säbener Straße direkt neben dem Gelände des FC Bayern München. Seit 1889 sind der TSV Turnerbund München und der MTV München Partnervereine.

## Geschichte
Der Verein wurde am 20. Juli 1882 in der Au gegründet und hieß bis zum Jahre 1903 noch „Turnverein Au-München“ bevor der Verein dann in den TSV Turnerbund München umbenannt wurde. Der Mitgliedsbeitrag betrug damals 50 Pfg. pro Monat, was für die damalige Zeit ein stattlicher Betrag gewesen ist. Geturnt wurde auf dem Sommerturnplatz an der Frühlingsstraße in Altstadelheim und im Turnsaal der Maria-Hilf-Schule. Ab 1905 durften auch Frauen mitmachen, womit der Turnerbund der zweite Verein in München und Bayern war, der das Mädchen- und Frauenturnen einführte. Bereits 1897 hatte die St.-Nikolai-Stiftung dem Verein ein Grundstück an der Pilgersheimer Straße überlassen, welcher fortan für mehr als 45 Jahre sportlicher und gesellschaftlicher Mittelpunkt der Au war. Hier fanden nicht nur Turnveranstaltungen statt, sondern auch Faschingsbälle und Tanzveranstaltungen, die die gesamte Münchner Vorstadt anzog. Im Oktober 1943 wurde dieses jedoch durch Bombenangriffe völlig zerstört, wodurch dem Turnerbund keine Übungsmöglichkeiten mehr zur Verfügung standen.
Nach Kriegsende turnten die Mitglieder provisorisch in der Turnhalle der Ichoschule. Im Jahr 1950 wurde bekannt, dass das ehemalige Grundstück an der Pilgersheimer Straße nicht mehr zur Verfügung stehen werde und der Verein deshalb aufgrund seiner steigenden Mitgliedszahlen seinen Trainingsbetrieb auf mehrere Turnhallen aufteilen musste. Erst im Jahr 1966 erhielt der Turnerbund die Sporthalle an der Säbener Straße 49 in Harlaching, wo er bis heute ansässig ist. Bereits zu dieser Zeit zählte der Verein 1328 Mitglieder.
1981 eröffnete dann das erste Vereinshaus im Chiemgau am Fuße des Geigelsteins und des Spitzstein. 1999 folgte schließlich das zweite Vereinshaus (TBM-Trainingszentrum) in Schwangau mit Blick auf das weltbekannte Schloss Neuschwanstein. Im Jahr 2017 zählte der TSV Turnerbund 3463 Mitglieder, darunter 1501 Kinder und Jugendliche. Die Corona-Pandemie war auch für den Turnerbund München eine herausfordernde Zeit, konnte jedoch durch Online-Sportangebote die Mitgliederzahl auf einem hohen Niveau halten. 2024 gründete der Verein aufgrund der enormen Nachfrage eine Schwimmabteilung, gleichzeitig erreichte der Mitgliederstand Ende des Jahres mit knapp 3500 das Allzeithoch der Vereinsgeschichte.

## Abteilungen
Der Turnerbund ist ein Breitensportverein und bietet dementsprechend ein vielfältiges Angebot an Sportarten für Jung und Alt an. Folgende Sportarten werden angeboten:
- Airtrack/Minitrampolin
- Cheerleading
- Fußball
- Gesundheitssport
- Karate
- Kegeln
- Nordic Walking
- Rope Skipping
- Schwerathletik
- Schwimmen
- Ski & Snowboard
- Tischtennis
- Trampolin
- Turnen
- Volleyball

## Vereinshäuser

### Vereinshaus Sachrang

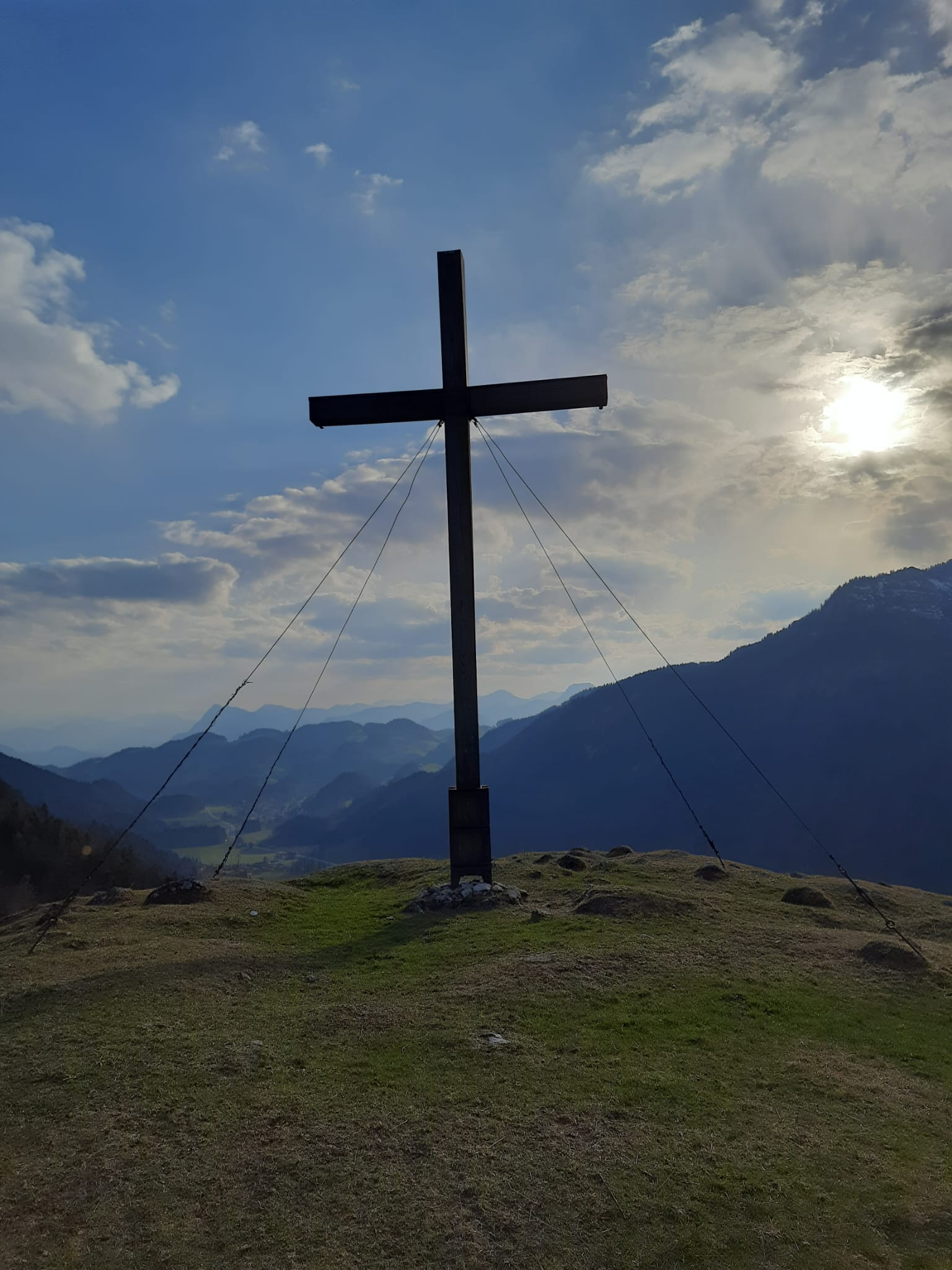
Blick vom nahegelegenen Schachenberg in Sachrang

Das erste Vereinshaus liegt im oberbayerischen Chiemgau beim Bergsteigerdorf Sachrang und ist in rund 70 Minuten von München erreichbar. Im Priental ist es eingebettet zwischen dem 1808 Meter hohen Geigelstein (auch als Blumenberg bekannt) und dem 1596 Meter hohen Spitzstein. Das Haus steht allen Mitgliedern, deren Freunden und Familien zur Verfügung und bietet sich für Wanderungen, Ausflüge an den Chiemsee, Skifahren oder Langlaufen an. Auch die bekannte Kampenwand liegt nur 8 Autominuten vom Haus entfernt. Das Haus selbst ist voll ausgestattet mit Küche, Aufenthaltsraum und Tischtennisraum und bietet Platz für bis zu 19 Personen.

### Trainingszentrum-Schwangau
Das zweite Haus befindet sich im bayerischen Allgäu, in Gehweite zum Schloss Neuschwanstein und dem Tegelberg. Auch dieses neu renovierte Haus steht allen Abteilungen und ihren Mitgliedern zur Verfügung und bietet sich für Trainingslager und Sportarten wie Wanderungen, Radfahren, Skaten, Langlaufen, Nordic Walking und Tischtennis an. Die Königliche Kristalltherme ist in ca. 5 Gehminuten vom Haus erreichbar. Insgesamt bietet das Haus Platz für bis zu 26 Personen und ist von München in ca. 1,5 Stunden erreichbar.

### Waldspielplatz Oedenstockach
Der Waldspielplatz befindet sich in Oedenstock in der Gemeinde Putzbrunn. Dieses Areal gehört dem Verein bereits seit 1959 und ist insgesamt über 12.000 Quadratmeter groß. Es verfügt über ein Blockhaus mit Küche und Grill und steht dem Hauptverein sowie allen Abteilungen zur Nutzung zur Verfügung. Hier findet auch das jährliche Sommerfest des TSV Turnerbund statt.

## Leistungssport im TSV Turnerbund
Der Turnerbund ist zwar ein Verein, der auf Breitensport ausgerichtet ist, jedoch gab es immer wieder nationale und internationale Erfolge, die der Verein feiern durfte.
Die erste Sportart, die den TSV Turnerbund internationale Bekanntheit verschaffte, war Trampolin. So gewannen die Trampoliner vom Turnerbund bereits in den 70er Jahren zahlreiche Medaillen bei den Deutschen Meisterschaften. Mit Stefan Reithofer wurde der Turnerbund dann auch international bekannt. Stefan gehörte der deutschen Nationalmannschaft an und gewann 1988 die Deutsche Mannschaftsmeisterschaft, 1990 Silber bei der Junioren-EM in Schweden, 1992 Gold und Bronze bei der Jugend-EM in Belgien, 1994 Gold bei den Deutschen Synchronmeisterschaften, 1996 Bronze bei der Deutschen Meisterschaft und Silber mit der Mannschaft bei der Weltmeisterschaft in Südafrika.
Auch die Cheerleader des TSV Turnerbund sind im internationalen Raum bekannt. So erreichten sie bereits zweimal den 2. Platz bei der Deutschen Meisterschaft und schafften es auf Platz neun der European Cheerleading Championship. Zudem treten sie regelmäßig bei den Basketballspielen des FC Bayern München im Audidome bzw. BMW Park auf und sind Talentstützpunkt in Bayern. Seit 2025 sind die Cheerleader des TSV Turnerbund auch in der 1. Bundesligae vertreten.
Darüber hinaus durfte die Volleyballabteilung des Vereins in den letzten Jahren große Erfolge einfahren. 2017 wurde die U14 Deutscher Meister, 2018 wurde die U16 Deutscher Vizemeister und 2019 gewann die U16 schließlich die Deutsche Meisterschaft. Im Jahr 2022 waren die Volleyballer noch erfolgreicher, so wurde die U14 Bayerischer Meister und Dritter bei der Deutschen Meisterschaft, die U15 Bayerischer Meister, die U16 Dritter bei der Deutschen Meisterschaft und die U18 Deutscher Vizemeister. Am 14. Mai 2023 wurde die U16 erneut Deutscher Meister. Mittlerweile wurden bereits einige Spielerinnen des TSV Turnerbund für die deutsche Nationalmannschaft nominiert. Die erste Frauenmannschaft gewann 2022 die Meisterschaft der Regionalliga Südost und stieg in die Dritte Liga Ost auf. 2023 stiegen die Frauen in die 2. Bundesliga Süd auf; in der Saison 2024/2025 stellt der TSV Turnerbund zwei Nationalspielerinnen und ca. 20 Spielerinnen für die Bayernauswahl. Im Frühjahr 2025 wurde die U18 Deutscher Meister, die U20 belegte den 3. Platz bei der Deutschen Meisterschaft.
Zudem stammt der ehemalige Fußballprofi Manfred Bender vom TSV Turnerbund.